# Banka

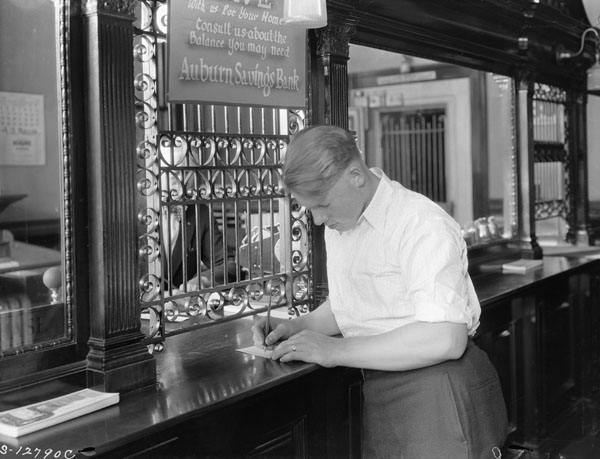
George W. Ackerman: Zákazník v bance Auburn Savings Bank, 1929

Banka je finanční instituce, která přijímá vklady od veřejnosti a vytváří depozitní účty při současném poskytování úvěrů.
Úvěrovou činnost může banka provádět také nepřímo prostřednictvím kapitálových trhů.
Tímto způsobem umožňuje pohyb peněz v ekonomice a prostřednictvím multiplikace (bankovnictví částečných rezerv) znásobuje množství dočasně volných zdrojů v peněžním oběhu. Úroková marže, tedy rozdíl mezi úrokovými sazbami debetních účtů (úvěrů) a kreditních účtů (vkladů), dále poplatky za jejich rezervaci, uložení či správu, tvoří základní zisk každé banky.
Provozování bankovních služeb je regulováno státem a podléhá bankovnímu dozoru, který vykonává centrální banka. Ta část finančního trhu, která nepodléhá regulaci, ale chová se i podobně jako banky, se nazývá stínové bankovnictví.
Banky v České republice potřebují pro svoji činnost bankovní licenci.

## Historie

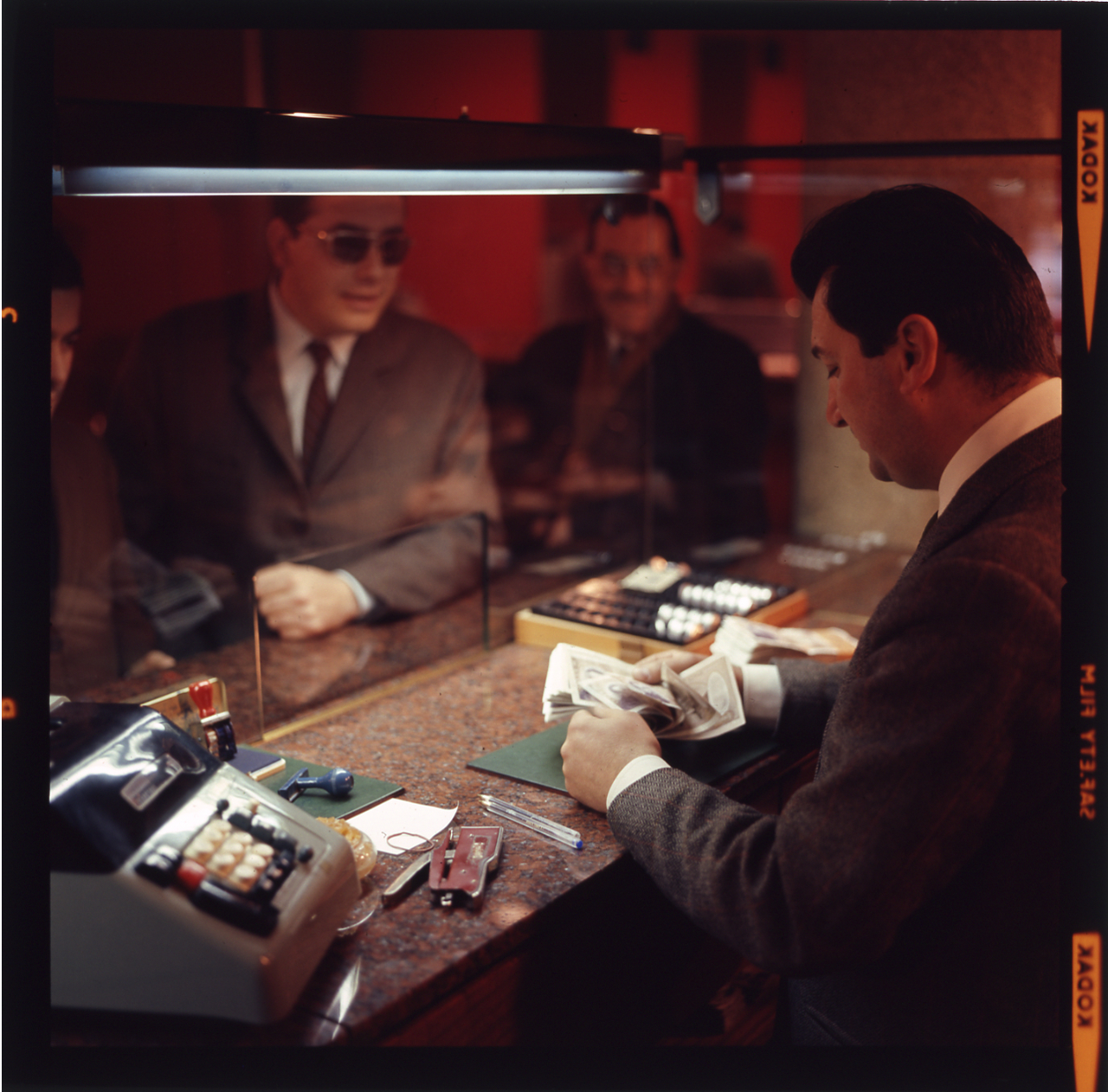
1970

V dávných dobách se bohatá část společnosti obávala o své úspory a hledala pro ně úkryt – bezpečnou úschovu. Protože za spolehlivé považovali chrámy, tak do nich začali odnášet peníze, které nepotřebovali k okamžité spotřebě.
V antickém Řecku se bankovní operace počaly přesunovat mimo náboženské objekty. Velký rozmach pro bankovnictví přišel v období starověkého Říma. Z této doby pochází slovo banka, které má původ v italském slově il banco. Význam toho slova je lavice nebo stůl, na nichž byly prováděny finanční transakce.
Ve středověké Evropě je počátek výrazného úspěchu židovských bankéřů. Křesťanství totiž zakazovalo půjčovat peníze na úrok. U muslimů platí dodnes zákaz půjčené peníze zatěžovat úrokem a proto islámské banky fungují na jiných principech. Průmyslová revoluce přinesla potřebu většího množství finančních služeb a ústavů. V tomto období nastal rozmach bankovnictví, který celý obor nasměroval k vývoji do jeho dnešní podoby.
Dnes již nadpoloviční většina Čechů spolupracuje s více než jednou bankou. Při výběru upřednostní banku, která požadovaný produkt nabízí nejlevněji. Právě to je důvod, proč se banky předhánějí v tom, která poskytne svým klientům lepší servis. Služby jako internet banking nebo aplikace pro smartphone jsou již u většiny bank samozřejmostí. První internet banking v Čechách spustila v roce 1998 Fio banka. Právě tato banka přišla o pár let později, v roce 2011, i s první bankovní aplikací pro smartphone.

## Rozdělení
- Centrální banky, státní instituce spravující měnu, oběh peněz a úrokové sazby. V České republice je centrální bankou Česká národní banka (ČNB).
- Obchodní banky. Ty mohou být buď univerzální, to znamená, že poskytují široký rejstřík bankovních služeb, anebo specializované na jednotlivé činnosti. Tato specializace vyplývá buď ze zákona (tj. je-li v zemi bankovní soustava univerzální či specializovaná), nebo z povahy banky dobrovolně.

### Dělení bank podle specializace
- poskytování služeb občanům – spořitelny
- služby pro firmy – investiční banky

### Oborové zaměření
Existují také banky specializované podle činností:
- exportní banky (ČEB)
- rozvojové banky (NRB, EBRD)
- hypoteční banky

### Struktura
- dceřiná banka – převod majetku na mateřskou banku lze např. formou dividend[9]
- pobočka – lze převádět aktiva a vklady jsou pojištěny u země mateřské banky (např. v zahraničí)[10]

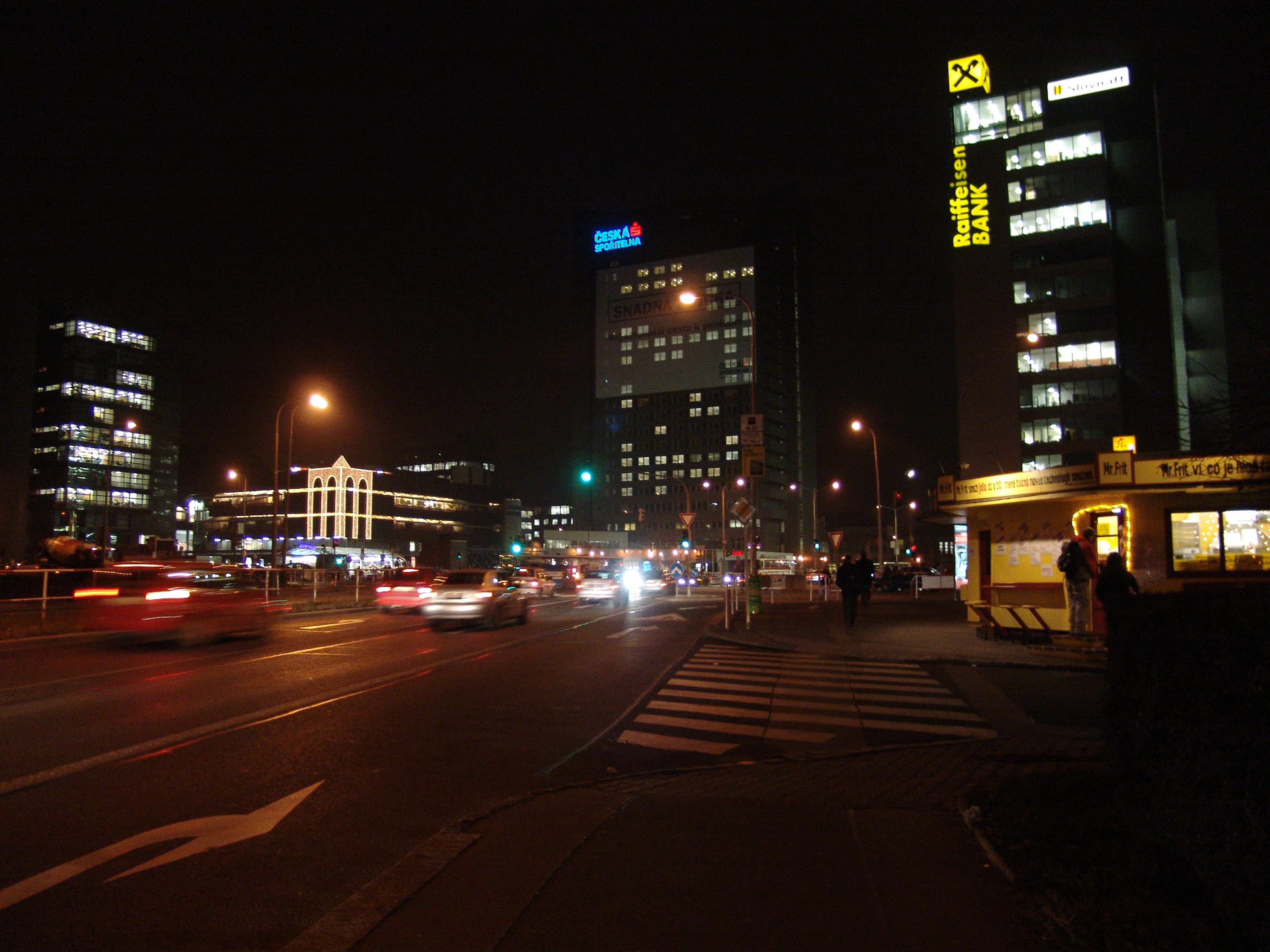
Česká spořitelna a Raiffeisenbank v Praze u metra Budějovická

## Obchody bank
- aktivní
  - úvěry – poskytování půjček
- pasivní
  - vedení účtů
  - vydávání platebních karet (kreditní nebo debetní)

### Další úkoly bank
- emise peněz[11]
- zprostředkování bezhotovostního platebního styku
- úschova cenných předmětů
- směnárenská činnost
- vydávání cenných papírů
- burzovní obchody
- poradenské a zprostředkovatelské služby